# Шурлахвар
Шурлахва́р (чув. Шурлӑхвар) — малая река в Чувашии. Правый приток Кошлаушки. Длина — 7 км.
Исток находится в лесном массиве Канашского лесхоза к северу от ж.-д. разъезда 275 км (Канашский район). Общее направление течения — западное. Протекает по Ибресинскому району вдоль населённых пунктов Алшихово, Мерезень, Молния. Впадает в реку Кошлаушка на территории Вурнарского района.
У посёлка Алшихово имеет запруду. В речку впадает ручей Егиска (около посёлка Молния), а также множество безымянных ручьёв.

## Этимология
Название в переводе с чувашского означает «болотистый овраг». На Столистовой карте (издание 1816 года) река обозначена как Тюбой. В более ранней карте Цивильского уезда речка обозначена как Тюбей.